# Dzierżoniów

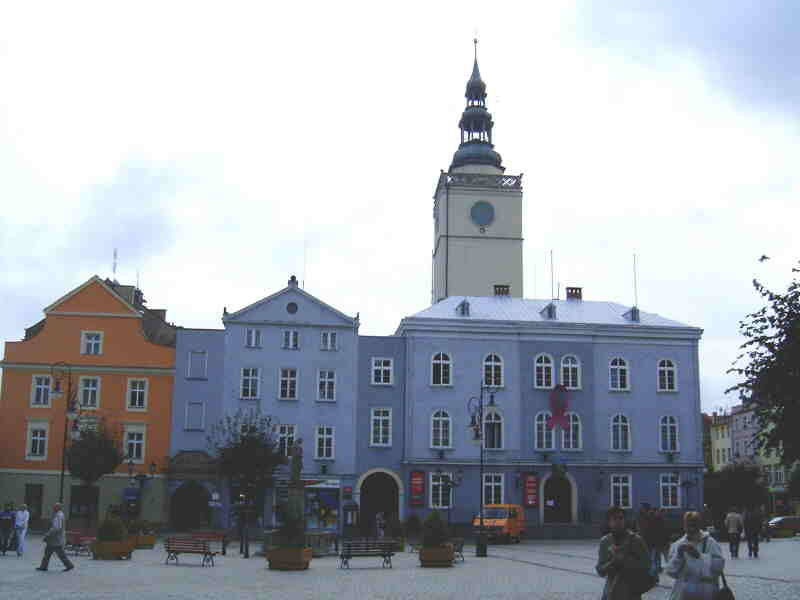
Primăria (ratusz) din Dzierżoniów

Dzierżoniów (Reichenbach în germană) este un oraș în Voievodatul Silezia de Jos în Polonia. Are o populație de 37.008 locuitori (2003) și o suprafață: 20,1 km².
Vezi și: Listă de orașe din Polonia